# 罗比永
罗比永（法語：Robion，法語發音：[ʁɔbjɔ̃]）是法国普罗旺斯-阿尔卑斯-蓝色海岸大区沃克吕兹省的一个市镇，位于该省南部，属于阿普特区。

## 地理
罗比永（43°50'42"N, 5°6'46"E）面积17.7 平方千米，位于法国普罗旺斯-阿尔卑斯-蓝色海岸大区沃克吕兹省，该省份为法国东南部内陆省份，北起德龙省，西北接阿尔代什省，西接加尔省，南至罗讷河口省，东南角与瓦尔省接壤，东临上普罗旺斯阿尔卑斯省。
与罗比永接壤的市镇（或旧市镇、城区）包括：卡布里耶尔-达维尼翁、卡瓦永、舍瓦勒布朗、索尔格河畔利勒、拉涅、莫贝克、塔亚德。

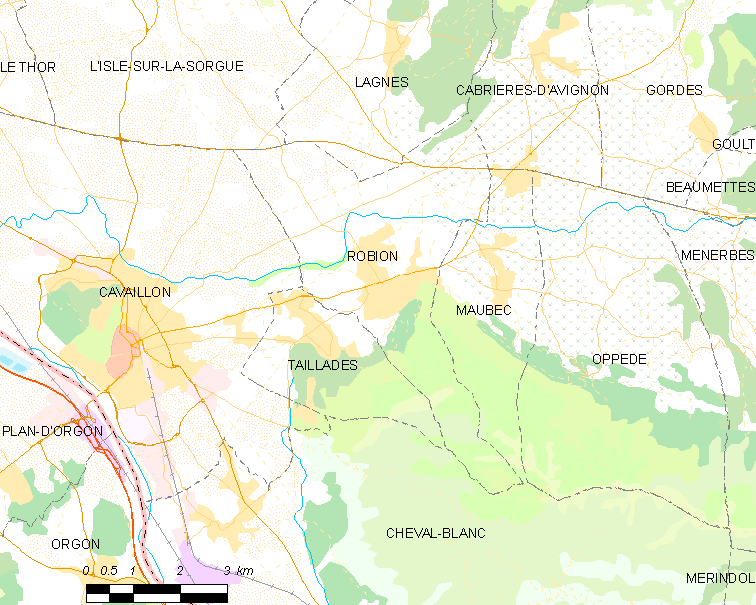
罗比永的OSM定位图

罗比永的时区为UTC+01:00、UTC+02:00（夏令时）。

## 行政
罗比永的邮政编码为84440，INSEE市镇编码为84099。

## 政治
罗比永所属的省级选区为舍瓦勒布朗县。

## 人口

1962-2008年间罗比永人口变化图示

罗比永于2022年1月1日时的人口数量为4803人。